# Giovanni Contarini
Giovanni Contarini, född 1549, död före 1604, var en venetiansk målare.
Contarini efterliknade i sitt måleri Tintoretto och Palma Giovane. Contarinis omfångsrikaste verk är takdekorationen i San Francesco di Paola i Venedig. I Dogepalatset utförde han representationsbilder. Efter 1579 var han i Rudolf II:s tjänst i Prag.